# Ånn
Ånn är en småort vid Ånnsjön, ungefär 30 km från norska gränsen, i Åre distrikt (Åre socken) i västra Åre kommun, Jämtlands län. Både järnvägen mellan Östersund och Trondheim, Mittbanan (med stopp vid Ånn station), och E14 passerar genom byn. 
Från Ånn utgår ett system med stigar och spångar till ett välbesökt fågelskådningsområde med flera fågeltorn och gömslen. I Ånn finns också Camp Ånn (tidigare Ånns kursgård) som ägs av Svenska Försvarsutbildningsförbundet.

## Etymologi
Ortnamnet Ånn kommer av det fornjämtska namnet Ánn som bland annat omnämns i Olav den heliges saga i Heimskringla vid uppräkningen av besättningen på Ormen Långe: Ånn skytt av Jämtland (fornnorska Ánn skyti af Jamtalandi).

## Historia
Tidigare fanns mataffären Ånnsjöbua i Ånn men den har nu stängts. Ånns skola blev nerlagd 2008.

### Befolkningsutveckling
| Befolkningsutvecklingen i Ånn 1960–2015       | Befolkningsutvecklingen i Ånn 1960–2015 | Befolkningsutvecklingen i Ånn 1960–2015 | Befolkningsutvecklingen i Ånn 1960–2015 | Befolkningsutvecklingen i Ånn 1960–2015 |
| --------------------------------------------- | --------------------------------------- | --------------------------------------- | --------------------------------------- | --------------------------------------- |
|                                               |                                         |                                         |                                         |                                         |
| År                                            |                                         |                                         | Folkmängd                               | Areal (ha)                              |
| 1960                                          | 1960                                    |                                         | 225                                     |                                         |
| 1990                                          | 1990                                    |                                         | 114                                     | 41#                                     |
| 1995                                          | 1995                                    |                                         | 85                                      | 44#                                     |
| 2000                                          | 2000                                    |                                         | 98                                      | 47#                                     |
| 2005                                          | 2005                                    |                                         | 70                                      | 48#                                     |
| 2010                                          | 2010                                    |                                         | 62                                      | 52#                                     |
| 2015                                          | 2015                                    |                                         | 67                                      | 97#                                     |
| Anm.: Upphörde som tätort 1965. # Som småort. |                                         |                                         |                                         |                                         |